# Антон Магнус Герман Врангель
Граф Антон Магнус Герман Врангель аф Саус (дан. Anton Magnus Herman Wrangel af Sauss; 13 серпня 1857 — 9 жовтня 1934) — шведський дипломат, надзвичайний посланець і Повноважний міністр короля Швеції про дворі кололя Великої Британії між 1906 і 1920 роками, міністр закордонних справ у кабінетах Ґергард Геера та Оскара фон Сюдов між 1920 і 1921 роками.

## Біографія
Герман Врангель народився в палаці Сальста в місті Верпленд, Швеція, син графа Фредріка Ульріка Врангеля аф Сауса і графині Ульріки Ебби Вільхельміни Шпренгтпортен.
Врангель був аташе в Міністерстві закордонних справ, служив у Копенгагені та Парижі 1884 р. Він став другим секретарем Міністерства закордонних справ 1885 р., камергеном і виконуючим обов'язки віце-майстра церемоній 1887 р., Першим секретарем Міністерства закордонних справ 1889 р., В.о. секретар шведської легації у Парижі 1890—1896, а потім секретар у Парижі 1896—1900, Надзвичайний і Повноважний міністр у Брюсселі та Гаазі 1900, Санкт-Петербурзі 1904 та Лондоні 1906. Міністр закордонних справ 1920—1921 рр.
Супроводжував короля Оскара II у кількох його подорожах за кордон. Був секретарем шведсько-норвезької делегації на Міжнародній конференції з фабрик та шахтної праці в Берліні 1890 р. та посланцем Швеції на Паризькій мирній конференції 1919 р.
Він одружився в 1893 році в Бордо, Франція на Луїзі Шарлотті Сюзанні Баур (1869—1940), дочка Шарля Баур та Маргеріт Гестьє. Їх син Оскар Фредрік Ульрік Луї Врангель аф Саус народився в Парижі 23 січня 1895 р. і помер неодруженим у віці 32 років у Шато де Вілламбіс у Франції 9 січня 1928 р.